# Hincksella indiana
Hincksella indiana är en nässeldjursart som beskrevs av Wilfrid Arthur Millard 1967. Hincksella indiana ingår i släktet Hincksella och familjen Syntheciidae. Inga underarter finns listade i Catalogue of Life.